# Kasimir III. (Pommern)
Kasimir III., nach anderer Zählung Kasimir IV. (* um 1351; † 24. August 1372 in  Königsberg in der Neumark) war ein Herzog von Pommern-Stettin aus dem Greifenhaus.

## Leben und Leistungen
Kasimir III. war ein Sohn von Herzog Barnim III. dem Kirchenstifter (um 1303–1368), der im pommerschen Teilherzogtum Pommern-Stettin regierte. Nach dem Tode von Barnim III. im Jahre 1368 übernahmen seine drei überlebenden Söhne, neben Kasimir III. seine jüngeren Brüder Swantibor III. und Bogislaw VII., gemeinsam die Herrschaft in Pommern-Stettin. 
Bei ihrem Regierungsantritt herrschte Krieg zwischen Dänemark unter König Waldemar IV. (um 1321–1375) einerseits und der Hanse und ihren Verbündeten, insbesondere Herzog Albrecht II. von Mecklenburg, andererseits (Zweiter Waldemarkrieg). Während der verstorbene Herzog Barnim III. auf die Seite Dänemarks getreten war, schlossen seine drei Söhne am 7. November 1368 Frieden mit Herzog Albrecht II. von Mecklenburg und verhielten sich gegenüber Dänemark neutral. Bereits dadurch aber gerieten sie in Gegnerschaft zu Markgraf Otto dem Faulen von Brandenburg, der auf der Seite Dänemarks stand. 
Es kam daher in den folgenden Jahren zu kriegerischen Auseinandersetzungen mit Brandenburg. Zunächst kam es zum Krieg um den Besitz der Uckermark, der für die Stettiner Herzöge im ganzen glücklich verlief und 1369 mit einem Waffenstillstand endete. Im Mai 1371 kam König  Waldemar IV. nach Pommern und vermittelte einen für die Stettiner Herzöge günstigen Friedensschluss (20. Juli 1371) mit Markgraf Otto. 
Bereits 1372 flammte der Krieg zwischen den Stettiner Herzögen und Markgraf Otto erneut auf. Bei der Bestürmung von Königsberg in der Neumark fiel Herzog Kasimir III. im August 1372 im Alter von etwa 21 Jahren; er hatte bereits die feindliche Stadtmauer erstiegen, als er von einem Pfeil getroffen wurde. 
Nach Kasimirs Tod setzten seine jüngeren Brüder Swantibor III. und Bogislaw VII. die gemeinsame Herrschaft in Pommern-Stettin fort. Im November 1372 schlossen sie erneut einen Frieden mit Markgraf Otto, der das Ergebnis des vorherigen Friedensschlusses bestätigte.

## Zählung
Die Zählung der Herrscher des Greifenhauses ist seit jeher verwickelt. Von Alters her herrscht hier eine Ungleichheit, die manche Verwirrung hervorruft. Die modernere Zählung als Kasimir III. ergibt sich, wenn man nur die Angehörigen des engeren Greifenhauses zählt. Zählt man hingegen den Kasimir († vor 1281) aus der Seitenlinie der Swantiboriden als Kasimir III. mit, so ergibt sich die Zählung als Kasimir IV., die in der älteren Literatur üblich war.